# سینت جیمز (ایندیانا)
سینت جیمز (به انگلیسی: Saint James) یک منطقهٔ مسکونی در ایالات متحده آمریکا است که در شهرستان گیبسون، ایندیانا واقع شده‌است. سینت جیمز ۱۵۳٫۰۱ متر بالاتر از سطح دریا واقع شده‌است.